# Dogtenga-2
Ne doit pas être confondu avec Dogtenga-1.
Dogtenga-2 est une localité située dans le département de Comin-Yanga de la province du Koulpélogo dans la région Centre-Est au Burkina Faso.

## Histoire
En 2006, le village de Dogtenga est scindé en deux unités administrativement autonomes, devenues Dogtenga-1 et Dogtenga-2.

## Santé et éducation
Le centre de soins le plus proche de Dogtenga-2 est le centre de santé et de promotion sociale (CSPS) de Comin-Yanga tandis que le centre médical avec antenne chirurgicale (CMA) se trouve à Ouargaye.
Le village possède une école primaire publique.